# Hiram P. Hunt
Hiram Paine Hunt (* 23. Mai 1796 in Pittstown, New York; † 14. August 1865 in New York City) war ein US-amerikanischer Jurist und Politiker. Er vertrat zwischen 1835 und 1837 sowie zwischen 1839 und 1843 den Bundesstaat New York im US-Repräsentantenhaus.

## Werdegang
Hiram Paine Hunt wurde kurz vor dem Ende des 18. Jahrhunderts in Pittstown geboren und wuchs dort auf. In dieser Zeit besuchte er öffentliche Schulen und graduierte dann 1816 am Union College in Schenectady. Er studierte Jura an der Litchfield Law School. Seine Zulassung als Anwalt erhielt er im Mai 1819 und begann dann in Pittstown zu praktizieren. 1822 war er als Stadtschreiber (town clerk) in Pittstown tätig. Er zog 1825 nach Lansingburgh und von dort 1831 nach Troy, wo er weiter als Anwalt praktizierte.
Als Folge einer Zersplitterung der Demokratisch-Republikanischen Partei vor und während der Präsidentschaft von John Quincy Adams (1825–1829) schloss er sich der zu jener Zeit der Anti-Jacksonian-Fraktion an. Bei den Kongresswahlen des Jahres 1834 für den 24. Kongress wurde Hunt im neunten Wahlbezirk von New York in das US-Repräsentantenhaus in Washington, D.C. gewählt, wo er am 4. März 1835 die Nachfolge von Job Pierson antrat. Im Jahr 1836 erlitt er bei seiner Wiederwahlkandidatur eine Niederlage und schied nach dem 3. März 1837 aus dem Kongress aus. In der folgenden Zeit schloss er sich der Whig Party an. Er wurde dann in den 26. Kongress gewählt, wo er am 4. März 1839 die Nachfolge von Henry Vail antrat. Nach einer erfolgreichen Wiederwahl verzichtete er im Jahr 1842 auf eine erneute Kandidatur und schied nach dem 3. März 1843 aus dem Kongress aus.
Nach seiner Kongresszeit war er zuerst in Troy als Anwalt tätig und später in New York City, wo er am 14. August 1865 verstarb. Zu diesem Zeitpunkt war der Bürgerkrieg ungefähr seit drei Wochen zu Ende.